# Parafia Miłosierdzia Bożego w Seredzicach
Parafia Miłosierdzia Bożego w Seredzicach – jedna z 10 parafii dekanatu iłżeckiego diecezji radomskiej. 

## Historia
Seredzice w XV w. stanowiły własność biskupów krakowskich, a należały do parafii Iłża. Punkt duszpasterski został zainicjowany przez ks. Józefa Dziadowicza w 1981. Był obsługiwany przez księży z Iłży. W tym czasie wybudowano kaplicę drewnianą i salkę katechetyczną. Samodzielny wikariat, obsługiwany przez ks. Stanisława Szczerka, powstał w 1984 i wtedy też rozpoczęto budowę kościoła pw. Miłosierdzia Bożego, według projektu arch. Andrzeja Wyszyńskiego. Parafia została erygowana w 1988 przez bp. Edwarda Materskiego. Od 1989 wyposażał kościół ks. Stanisław Katryński. Poświęcenia świątyni dokonał 27 października 1991 bp Edward Materski.

## Proboszczowie
- ks. Stanisław Szczerek (1988–1989)
- ks. Stanisław Katryński (1989–2021)[1]
- ks. Ryszard Góral (administrator 2021–2025)[1][2]

## Zasięg parafii
Do parafii należą wierni z miejscowości: Michałów Pakosławski (część), Seredzice, Seredzice-Zawodzie.